# Superkritični ogljikov dioksid
Superkritični ogljikov dioksid je fluidno stanje ogljikovega dioksida in obstaja nad njegovo  kritično temperaturo in kritičnim tlakom.
Ogljikov dioksid se običajno pri standardnih pogojih za temperaturo in tlak obnaša v zraku kot plin. V zamrznjenem stanju se pojavlja v trdnem agregatnem stanju, ki se imenuje tudi suhi led. Če sta temperatura in tlak oba nad vrednostmi standardnih pogojev za temperaturo in tlak ali nad kritično točko za ogljikov dioksid, se ogljikov dioksid obenem obnaša kot plin in tekočina. Bolj specifično, nad njegovo kritično temperaturo (304.25 K) in nad kritičnim tlakom (72.9 atm) se obnaša se kot superkritični fluid, razširi se po posodi kot plin, vendar z gostoto tekočine. 
Superkritični CO2 postaja pomembeno komercialno in industrijsko topilo zaradi svoje vloge v kemijski ekstrakciji ter zaradi svoje nizke toksičnosti in majhnega vpliva na okolje. Relativno nizka temperatura procesa in stabilnosti CO2-ja prav tako omogoča večini spojin, da med ekstrakcijo ne pride do večjih poškodb ali denaturacije. Poleg tega topnost velikega števila spojin, pridobljenih z ekstrakcijo s pomočjo superkritičnega CO2-ja, variira s tlakom, kar omogoča selektivno ekstrakcijo.

## Uporaba

### Topilo
Ogljkov dioksid se uporablja v kavni industriji za pripravo brezkofeinske kave. Superkritični CO2 je potisnjen skozi zelena kavna zrna, ki so nato poškropljena z vodo pod visokim tlakom, da se odstrani kofein. Kofein se lahko izolira za nadaljnjo uporabo (npr. v farmacevtski industiji ali pri proizvodnji pijač) z napajanjem vode skozi aktivno oglje ali s procesom destilacije, kristalizacije ali reverzne osmoze. 
Superkritični CO2 se lahko uporablja tudi kot okolju bolj prijazno topilo za kemično čiščenje v primerjavi s tradicionalnimi topili kot na primer perkloroetilen. 
Superkritični CO2 se uporablja kot ekstrakcijsko topilo za pripravo eteričnih olj in drugih zeliščnih destilatov. Njegove glavne prednosti v procesu ekstrakcije pred drugimi topili kot so na primer heksan ali aceton so, da je netoksičen in nevnetljiv. Ločevanje začetnih komponent iz startnega materiala je enostavnejše kot pri tradicionalnih organskih topilih. Njegova prednost pred destilacijo z vodno paro je, da se uporablja pri nižji temperaturi, ki lahko ločuje rastlinske voske od olj.
V laboratoriju se superkritični CO2 uporablja kot ekstrakcijsko topilo. 
Trenutno se razvijajo procesi, kjer se superkritični CO2 uporablja za izdelavo mikrodelcev in nanodelcev, predvsem za rabo v farmacevtski industriji.